# 2025年人民讨厌贪污2.0集会
人民讨厌贪污2.0集会，是马来西亚非政府组织和大专学府的学生委员会组织，于2025年6月28日联合举办的游行集会。该活动是延续2025年1月25日第一次举办的同名集会。

## 背景

### 2025年反对贪污宣言
2025年1月16日，大马民主联合阵线、大马人民之声以及马大新青年等非政府组织组成人民仇贪秘书处（Sekretariat Rakyat Benci Rasuah，SRBR），连同净选盟以及反贪污与朋党主义中心（C4）召开新闻发布会宣布，将于1月25日在首都吉隆坡联合举行「人民讨厌贪污集会」（Himpunan Rakyat Benci Rasuah）。SRBR组织在独立广场上发表反对贪污宣言时提出三项诉求，包括总检察署与检察官权力分离、赋予反贪会自主权、制定政治献金法令，并在演讲中警告称，如果政府不落实集会上提出的3项诉求，将会引发更多抗议活动。
2月18日，SRBR组织在马来西亚国会大路旁聚集，以向政府呈交备忘录。备忘录首先由人民公正党吉打州双溪大年国会议员莫哈末道菲·佐哈里代为接领，随后由国会廉正、治理与反贪跨党派主席，兼人民公正党礼让区国会议员赛依布拉欣在內的16名代表政府的国会议员正式接收。

### 赵明福死亡事件调查结果
2024年7月13日至15日，赵明福家属赵丽兰发起名为「正义之行示威游行」，要求执政后的希望联盟兑现为赵明福坠楼死亡寻求真相的承诺。8月1日，赵明福的父亲赵亮辉和母亲张秀花，胞妹赵丽兰，遗孀苏淑慧和儿子赵尔家与代表律师蓝卡巴星一同前往布城的首相署官邸与首相完成会面。并且获得首相安华在会议上同意重启对赵明福2009年死亡事件的调查。
于此同时，赵明福家属就其死亡事件向警方提出的司法复核申请，于2024年11月21日获得司法批准，吉隆坡高等法院谕令警方必须在六个月内完成赵明福案件的调查。2025年5月21日，赵明福家属以及赵明福民主促进会主席黄业华向外界指出，他们在20日接到由警方发出通知调查进展的信函，被告知总检察署已将赵明福案件列为「无进一步行动」（NFA）。调查结果引起赵明福家属及非政府组织及活动人士的质问，指出上诉法庭早在2014年就已裁定反贪会官员与赵明福的死亡有关，但涉嫌的反贪会官员至今未被追究责任一事，要求当局公开警方调查的完整细节，并且不满安华在赵明福案件被列为“无进一步行动”（NFA）和总检察署表示「证据不足」后，面对相关人士的追问一直保持沉默，完全背弃在选举时宣称要为赵明福的死亡「追求正义」的承诺。

### 反对阿占峇基延长反贪会主席
2025年5月13日，马来西亚联邦政府首席秘书山蘇阿茲里确认，经国家元首批准，阿占峇基将连任反贪会主席一年，持续到2026年5月12日。他的延长任期引起数十个非政府组织和学生团组不满，以号召举行集会抗议反贪会主席阿占巴基任期再度延长。
随后在同年5月人民公正党内部选举期间，试图竞选公正党署理主席的努鲁依莎在吉隆坡举行会见联邦直辖区的党员与领袖的特别会议后向媒体表示，承诺如果她赢得选举，将向首相安华提出关于反贪会主席阿占峇基第3次获准延长任期的问题，并形容阿占峇基的延长是一项不受欢迎的决定。努鲁依莎后来在5月23日击败原任署理主席拉菲兹，赢得新任公正党署理主席职。
相反，首相兼公正党主席安华·依布拉欣则在柔佛州新山举行的公正党全国代表大会上为政府续签阿占峇基的延长反贪会主席合约辩护，坚称阿占峇基在打击知名人士方面展现「非凡的勇气」，称赞阿占峇基是反贪机构成立30年以来，首次敢于追究大亨（tauke besar）的责任，因此不确定下一个替换人选是否还有同样的勇气。
5月24日，由公民组织号召发起名为「逼退阿占峇基遊行集会」（Support Azam Baki）从吉隆坡崇光商场（Sogo）徒步到达独立广场，出席者包括已故赵明福妹妹赵丽兰、净选盟、社会主义党（PSM）、马来西亚民主联合阵线（MUDA）、艺术活动家法米·惹札和学生组织的代表等。在集会上，青年联盟秘书长阿米尔哈迪批评首相安华赞扬阿占峇基在打击贪污方面展现勇气的言论，指出安华以前不同意阿占峇基的观点，但在执政后却改变立场称他很勇敢。「逼退阿占峇基秘书处」代表哈姆丁·诺丁（Norhaddin Nordin）表示，要求努鲁依莎履行竟选承诺，而不是依赖赢得公正党内部选举支持的而发表空洞的政治言论。马来西亚大专学生联盟 （Liga Mahasiswa Malaysia）代表阿萨努·阿克马尔（Ahsanul Akmal）敦促安华和希望联盟兑现大选期间做出的承诺，反对阿占峇基继续担任反对会领导职务，希望更换另一位有能力和可信的人物领导反贪会。MUDA代理主席阿米拉艾莎提醒，MUDA与希望联盟的领导人都曾在2021年末至2022年一同参与抗议阿占峇基在持有股票问题的一系列集会上都反对阿占峇基，但如今阿占峇基却连续第三年被任命为反贪会主席，对希望联盟领导人在此事上的明显沉默表示失望。民政党署理主席胡栋强促新任公正党署理主席努鲁依莎信守承诺，坚决反对政府延长反贪会主席阿占峇基的任期，并批评安华在捍卫政府延长阿占峇基的言论是在贬低整个公务员体系的专业能力。

## 准备
2025年6月12日，人民仇贪秘书处（SRBR)在八打灵再也举行的新闻发布会上宣布，将于6月28日再次在吉隆坡举行「人民讨厌贪污集会2.0」（Himpunan Rakyat Benci Rasuah 2.0），预计在当天下午2点30分开始在吉隆坡崇光商场（Sogo）前集合，参与者之后将游行到独立广场。SRBR表示，再次举行游行集会的目标是敦促政府加快实施体制改革，以打击腐败。SRBR组织发言人之一布莱顿（译音:Brendan Gan）指出，政府未能兑现其改革承诺，尽管自在野党时代已不断重复重申的改革承诺，但由首相安华领导的政府似乎更倾向于保持沉默。与此同时，SRBR也表示已经厌倦政府的冷漠态度，甚至将希望联盟称为“虚伪”，并表示支持沙巴学生组织将于6月21日至22日举行的沙巴反贪污集会2.0。
SRBR宣布除了延续上次集会的改革诉求目标之外，另增加一项要求政府对赵明福死亡案件作出解释。据SRBR表示，尽管现任政府是曾经承诺伸张正义的执政联盟，但该案至今仍未取得重大进展。
马来西亚人民倡导组织（HARAM）主任的阿比舍克·普拉萨德（Abishek Prasad）表示，作为SRBR组织下属机构的成员，这场和平、无党派的集会旨在要求采取更强有力的行动，以净化国家的政治体系。而自2月份向政府提交备忘录以来，改革建议尚未取得任何实质性进展。阿比舍克·普拉萨德强调，此次集会面向所有马来西亚公民开放，不分政治立场，并呼吁更多人参与，以表达对改革拖延的不满。他们还表示支持6月21日至22日在沙巴举行的另一场相关集会，并鼓励沙巴州学生和当地居民追究政府的责任。
6月19日，两名公民组织成员前往金马区警察总部提交集会通知书，担任SRBR和HARAM两个组织发言人的慕哈末法卡魯兹（Fakrurrazzi Khairur Rijal）表示，该通知书是根据《2012年和平集会法令》提交给金马区警方，以符合公众集会的法定要求。慕哈末法卡魯兹指出，SRBR早已经要求首相安华与人民进行辩论，为政府执政2年以来，依然未兑现改革承诺作出回答，然而首相至今依然沒有对此作出反应。慕哈末法卡魯兹也批评「昌明政府」在日益严重的贪污问题上表现虚伪，安华与其女儿努鲁依莎等希望联盟的领袖都曾公开反对延长阿占峇基反贪污委员会主席的职务，但在执政后却保持沉默，而政府的各种恐吓手段，旨在压制人民的声音。

## 行动
游行集会沿着同年1月举办的人民讨厌贪污集会的相同路线，参与者从吉隆坡崇光商场（Sogo）的地区作为起点，穿过端姑阿都拉曼路（Jalan Tuanku Abdul Rahman）到达独立广场（Dataran Merdeka）。警方则在端姑阿都拉曼路周围的几条主要道路上布置制服人员和便衣警察，以控制交通并监视局势。在整个游行过程中，约有200名警察和联邦后备队人员维持秩序。
从下午1点30分左右，游行参与者开始陆续聚集在崇光商场门前，并在地面上放置准备在游行时举着印有反腐败标语的横幅，游行活动也吸引该地区的商贩和游客好奇地观察着参与者的行踪。下午3点02分开始，游行参与者开始从端姑阿都拉曼路步行前往独立广场进行抗议集会，之后与警方交涉获得批准，进入独立广场范围进行演说，警方亦派员驻守在现场维持秩序。
SRBR的代表布莱顿（译音:Brendan Gan）在集会演讲上，称现任政府是「人民希望的叛徒」，允许腐败和滥用权力继续在国家行政体系中扎根，对所秉持的价值观遭到背叛而感到痛心，而腐败不仅仅是行政不当行为，更是对一个所谓主权国家的信任的背叛。布莱顿还质疑政府和在野党在几个重大问题上的沉默，包括数十亿令吉的贪污丑闻、政治人物的「释放不代表无罪」（DNAA）机制以及任命有争议的人士担任国家要职。布莱顿指出，自1月25日组织第一次「人民讨论贪污集会」以来已经过去155天，但政府尚未就其提出的改革要求做出任何官方回应，SRBR将继续发出疾呼，要求落实改革承诺。布伦登也表示，人们走上街头，并非因为喜欢制造混乱，而是因为这是人民发声的唯一空间，希望可以打破权力傲慢的壁垒，如果政府不采取行动，人民就不会保持沉默。

### 游行冲突
在下午4:30左右游行集会即将结束时，一名学生活动家阿萨努尔·阿克马尔·穆罕默德·苏拉姆（Ahsanul Akmal Muhamad Sulam）在结束演讲后点燃一枚释放橙色烟雾的手持式火焰信号。该举动引发一名警员即刻上前阻止并试图上前逮捕，试图将该学生带出集会区域。两人肢体冲突期间，该名学生的衣服也不慎被扯破，险些跌倒受伤，并当场被缴获其手持式火焰信号，随后该名警察趁乱逃走。阿萨努获得其他几名游行参与者帮助搀扶，随即声称自己在被制服期间遭到警方的粗暴对待。警方的举动引起了现场学生团体的群情激愤，要求追究该名警员的责任。游行参与者随向警方展开叫骂，双方再爆发一轮推撞。在场集会者与警方对峙近半小时，学生团体要求提供涉事警察的姓名和编号，以便警方立案调查。截至下午5时15分，经双方多次交涉后，游行参与者取得有关警员的编号，也表明较后会举报警察暴力。集会于傍晚6点左右结束。
金马警区助理主任苏利兹米·阿芬迪·苏莱曼（Sulizmie Affendy Sulaiman）之后指出，这场集会吸引了约100人参与。

## 倡议
| 改革概述 | 参见   |
| --- | ------ |
| 通过修改《联邦宪法》第145(3)条文和《刑事诉讼法》第376条文，加快检察官与检察官之间的分离，以确保检察机构的独立性，而不受行政部门的影响。 | [ 30 ] |
| 赋予马来西亚反贪污委员会自主权，使反贪会有权规范腐败问题、确保反贪会不受行政权力影响，并推动首席专员任命机制透明化。                    | [ 30 ] |
| 要求政府根据马来西亚国会跨党派小组（KRPPM）的建议，制定《政治献金法案》，以确保政治资金更加透明和负责。                                 | [ 30 ] |
| 政府必须澄清赵明福死亡案件被列为“不采取进一步行动”（NFA）的进展情况，以维护正义和恢复人民对执法机构的信心。                             | [ 30 ] |

## 反应
霹雳州人民公正党青年团副主席R·沙尔文（R Sharvin）对由非政府组织和大学学生联合举办的“人民讨厌贪污2.0”集会作出评论，称由首相安华·依布拉欣领导的政府致力于实施改革议程，包括加强政府的廉政和透明度。但也表示打击贪污并非易事，因为腐败根深蒂固，但昌明政府一直在分阶段推进改革措施。沙尔文亦表示，公正党青年团尊重学生的发言权，并欢迎不同的观点，包括对政府的批评，但这些观点必须基于事实的方式提出。
人民公正党所属组织马来西亚青年正义力量（Angkatan Muda Keadilan Malaysia，AMK）法律与公共投诉局局长凯鲁·奈姆·拉菲迪（Khairul Naim Rafidi）表示，该党已注意到包括学生、民间社会以及净选盟等组织在内的各方人士的意见，认为制定《政治献金法案》的实施已经迫在眉睫。他在声明中表示，政治资金和选举费用来源的透明度不再是一种选择，而是维护国家政治诚信的基本要求，并认为昌明政府对于机构改革的承诺依然坚定不移。
伊斯兰党助理秘书长凯鲁·法伊兹表示，现今一系列集会的出现，不仅是由政党推动，也是源于曾经高喊「改革」口号的学生在内的民众，这表明不再仅仅是反对派的愤怒，而是人民对改革的花言巧语和戏剧性感到厌倦的信号。他表示，这证明曾经被寄予厚望的政府，现在却更多地展示领导人与艺术家和精英合影的画面，而不是解决人民的生活成本问题，包括公务员、高等教育院校的学生和小型企业团体的人民已经开始表现出失望的反应。凯鲁·法伊兹批评称，此次集会主要来自希望联盟的支持者，他们感到自己被欺骗，因为改革的承诺没有兑现，他们不愿继续被那些‘光说不做’的领导人利用，这次集会表明，民众的愤怒已经达到了顶峰。
国家诚信党副主席马夫兹·奥玛表示，年轻人反对首相安华在贪污问题上扮演的角色，或许是因为对马来西亚贪污案件缺乏深入研究，只有在首相安华执政时期，丹斯里、拿督斯里和马哈迪·莫哈末等VVIP的贪污案件才会受到马来西亚反贪会的调查，但仍然尊重学生敢于站出来，坚定地表达讨厌和拒绝贪污的态度。他在声明中指出，首相安华和昌明政府不会庇护腐败和贿赂，并指政府明确给予了反贪会、马来西亚皇家警察和总检察长等执法机构充分的空间和自由，使其能够专业地开展工作，不受政治干预。马夫兹·奥玛亦表示，他不解会有人对一位为反贪会和执法机构不受阻碍地采取行动，并使国家法院和司法机构独立铺平道路的首相表示愤怒。他呼吁全国的学生和年轻人在保持批判性思维时也要保持公正，否则此类集会只会削弱人们对正在进行的改革的信心。最后，他表示希望年轻人能够凭借更多的知识继续反对腐败的肇事者，而不是那些为了根除腐败而铺平道路的领导人。

## 影响

### 纪律行动
游行集会结束后的隔日，金马警区主任苏利兹米·阿芬迪·苏莱曼（Sulizmie Affendy Sulaiman）表示，警方已接获3宗关于游行集会的投报，将援引《刑事法典》第353条文（使用武力妨碍公务人员执法）、《1955年轻微犯罪法令》第3(5)条文及第14条文展开调查。7月1日，吉隆坡副总警长莫哈末·尤索夫（Mohamad Usuf Jan Mohamad）表示，警方在完成「人民讨厌贪污集会2.0」中发生的骚乱事件的调查报告后，已提交给副检察官寻求进一步指示。警方指出，调查报告共传唤19名证人录取口供，其中包括11名警方证人，以及4名吉隆坡市政厅官员、2名记者及2名公众。莫哈末·尤索夫之后在第二天的新闻发布会上表示，警方也收到集会主办方的报案，将对此进行公正的调查。7月8日，莫哈末·尤索夫表示，游行集会案件的调查文件已于7月2日提交至总检察长办公室，警方仍在等待总检察长办公室对案件进展的评估，以便采取进一步行动。

## 争议

### 遊行参与者暴力
金马区警察助理主任苏利兹米·阿芬迪·苏莱曼（Sulizmie Affendy Sulaiman）表示，游行集会在进行至下午4点30分左右，警方人员发现一名遊行参与者手持点燃的火焰信号，认为可能威胁到参与者、安保人员以及附近公众的安全和健康，而是采取预防措施，确保产生的烟雾不会扩散。苏利兹米指出，警方采取预防措施期间，与游行参与者发生冲突，导致一名警察受轻伤，但冲突很快在其它警员的介入下平息。吉隆坡副总警長莫哈末·尤索夫（Mohamad Usuf Jan Mohamad）于7月2日的新闻会上表示，只要符合法律规定的《和平集会法令》，任何集会都可以举行，参与者没有必要点燃手持式火焰信号来表达感受，呼吁那些想要集会的人注意自己的行为举止，以保持各方的礼貌和感受。

#### 反应
民主行动党甲洞国会议员林立迎敦促警方厘清该名遊行参与者是否涉及现场燃点发焰筒的行为，并表示他不支持在公众集会中燃放发焰筒的行为，称此类行为具高度危险性，威胁公众安全与健康，应依法禁止，但这并不能成为警方对和平集会人士，动用过度武力的正当理由。

### 警察暴力
学生活动家阿萨努尔·阿克马尔·苏拉姆（Ahsanul Akmal Muhamad Sulam）表示，当他在结束演讲后点燃像征着「改革已死于1998-2025」墓铭的手持式火焰信号时，一名警察突然从后方勒紧他的颈部，并在试图制服他的期间撕扯他的衣服，在学生和集会参与者的反复询问下，该警员并未提供任何理由。涉及警员随后被查证是来自金马区警察总部（IPD）的警员祖菲卡（Zulfekar），编号23197。

#### 反应
SRBR组织表示将向金马区警察总部、独立警察行为委员会（IPCC）和马来西亚人权委员会提交一份报告，以谴责警方在集会期间对一名参与者涉嫌粗鲁并违法的行为。SRBR组织指出，尽管集会仍然在和平进行，且未构成任何安全威胁，但这名警员却在没有任何警告或合理理由的情况下，突然掐住一名学生的脖子，而这名警员在集会参与者的反复询问下，亦未能解释其行为的任何理由。这一行为公然侵犯个人自由权，违反《刑事诉讼法》第28A(2)条的法律规定，该条明文规定：「警察官员应尽快告知被捕者逮捕原因」。之后在学生和集会参与者近一个半小时的坚持下，警方才同意提供信息，这清楚地表明警方试图掩盖不法行为并隐藏肇事者的身份。SRBR组织也在声明中强烈谴责多家媒体和吉隆坡市政局官员发布具有虚假、偏见和操纵性新闻报道，散布‘警察是受害者’的论调，却无视遊行参与者的个人权利被侵犯，宣布将公开已被记录下来的警察暴力行为，以揭露强加于人民的谎言和操控论调。
民主行动党甲洞国会议员林立迎敦促警方针对一名遊行参与者疑遭警方锁喉并粗暴拖行事件展开全面，透明且公正的调查，但也重申，若毫无关联，为何该名遊行参与者会成为执法行动的目标，否则此举已构成明显的滥用职权，必须依法追责。林立迎提醒称，和平集会是宪法赋予人民的基本权利，现今政府正是建立在无数人民过去走上街头，争取公义与改革的基础之上。

### 集会言论
活动人士兼作者希山慕丁莱益斯告知，他因为参与遊行集会而被武吉阿曼警察总部要求在7月2日上午11点录取口供，他在非政府组织自由律师团队（LFL）的律师陪同下前往警局。陪同希山慕丁莱益斯的自由律师团队顾问苏仁德兰表示，录供的主要依据是其当事人涉嫌侮辱安华。非政府组织Mandiri告知，马来西亚大专学生联盟（Liga Mahasiswa Malaysia）协调员阿丽亚·哈尼（Alyaah Hani Anuar）因为参与遊行集会，而面对警方援引刑事法典第509条文（蓄意悔辱他人贞洁罪）的调查。

#### 反应
人民社交媒体行动秘书处（Sekpur）在吉隆坡一家酒店举行的新闻发布会宣布，该组织指控希山慕丁莱益斯于6月28日在参加人民讨厌贪污集会2.0时发表不当言论，违反《2012年和平集會法令》中包括辱骂、诽谤或有人与公务员发生冲突或妨碍公务员工作。该组织指出，希沙慕丁在集会上使用英语发表一些冒犯首相安华·依布拉欣的言论，并已获悉警方传唤希沙慕丁录供。登嘉楼甘马挽县人民公正党分部负责人艾哈迈德·纳兹里（Ahmad Nazri Mohamad Yusof）于7月2日联同两名成员向警方提交报案书，以举报集会中一名参与者对首相使用辱骂性语言。甘马挽公正党分部在声明中指出，此举是为了维护首相的声誉，并保护首相机构免受违反国家道德的人士的玷污。
非政府组织Mandiri发言人黄库奎（译音:Wong KuKui）针对活動人士兼作者希山慕丁萊益斯被警方传召调查作出回应，表示该指控不仅毫无根据，且带有政治动机，违反联邦宪法第10条赋予的民主和言论自由原则。黄库奎强调，批评安华并非刑事犯罪，呼唤政府停止利用法律来压制对国家领导人的批评。Mandiri发布一份声明中，针对马来西亚大专生联盟协调员阿莉亚·哈尼（Alyaah Hani Anuar）被警方传唤调查的情况表示，此举旨在威胁和压制那些正在反腐败和滥权的学生的声音。该声明指出，刑事法典第509条文（蓄意悔辱他人贞洁罪）含糊不清，且带有政治动机，并提出质疑称「谁会感到羞辱？难道批评腐败行为和腐败制度的言论会被视为对某些人荣誉的侮辱吗?」。Mandiri认为，将学生拖到警察局，像对待罪犯一样对他们进行调查，这只能说明政府在处理批评意见方面的软弱无力，要求当局停止对阿丽亚·哈尼和所有学生活动人士的恐吓，并取消根据刑事法典第509条文进行的调查。

## 备注
1. ↑  警方宣称参与者有约100人数，但该说法并未获得集会主办方证实。Civicus驻马来西亚组织观察称参与者有约200人数[1]。